# Московска декларација
Московске декларације су четири декларације потписане током Московске конференције 30. октобра 1943. године. Ове декларације се разликују од саопштења које је издато након Московске конференције 1945. године. Потписали су их министри иностраних послова Сједињених Америчких Држава, Уједињеног Краљевства, Совјетског Савеза и Републике Кине. Четири декларације потписане на конференцији су: Декларација четири нације о општој безбедности, Декларација о Италији, Декларација о Аустрији и Декларација о злочинима.

## Декларације

### Декларација четири нације о општој безбедности
У делу Заједничка декларација четири нације, владе Сједињених Америчких Држава, Уједињеног Краљевства, Совјетског Савеза и Кине, у складу са Декларацијом Уједињених нација из јануара 1942. и каснијим декларацијама, сагласиле су се да наставе непријатељства против оних осовинских сила са којима су у рату све док те силе не положе оружје на основу безусловне капитулације. Такође су признале неопходност што скоријег оснивања опште међународне организације (Уједињене нације), засноване на принципу суверене једнакости свих држава љубитеља мира, отворене за чланство свих таквих држава, великих и малих, ради одржавања међународног мира и безбедности.

### Декларација о Италији
У Декларацији о Италији, министри иностраних послова САД, УК и СССР изјавили су да фашизам и његов утицај треба потпуно уништити и да италијанском народу треба пружити сваку прилику да успостави владине и друге институције засноване на демократским принципима.

### Декларација о Аустрији
У Декларацији о Аустрији, министри иностраних послова САД, УК и СССР прогласили су да је анексија (Аншлус) Аустрије од стране Немачке ништавна. Позива се на успостављање слободне Аустрије након победе над нацистичком Немачком.
Владе Уједињеног Краљевства, Совјетског Савеза и Сједињених Америчких Држава сагласне су да Аустрија, прва слободна земља која је постала жртва хитлеровске агресије, треба да буде ослобођена немачке доминације.
Оне сматрају да је анексија коју је Немачка наметнула Аустрији 15. марта 1938. ништавна. Оне се не сматрају обавезним било каквим променама извршеним у Аустрији од тог датума. Оне изјављују да желе да виде поново успостављену слободну и независну Аустрију и тиме отворе пут аустријском народу, као и суседним државама које ће се суочити са сличним проблемима, да пронађу политичку и економску сигурност која је једини основ за трајни мир.

Аустрији се, међутим, подсећа да има одговорност, коју не може избећи, за учешће у рату на страни хитлеровске Немачке, и да ће се у коначном решењу неизбежно узети у обзир њен сопствени допринос свом ослобођењу.

### Декларација о злочинима
Декларацију о злочинима потписали су председник САД Франклин Д. Рузвелт, премијер УК Винстон Черчил и совјетски премијер Јосиф Стаљин. Они су навели да постоје „докази о злочинима, масакрима и хладнокрвним масовним егзекуцијама које извршавају хитлеровске снаге у многим земљама које су окупирали, а из којих се сада постепено протерују“. Даље се наводи да ће Немци бити враћени у земље у којима су починили своје злочине и „суђено ће им бити на лицу места од стране народа које су увредили“. За оне Немце чија кривична дела немају одређену географску локацију, биће кажњени заједничком одлуком влада Савезника.
Изјава о злочинима је у великој мери састављена од стране Винстона Черчила, и довела је до оснивања Европске саветодавне комисије која је саставила Лондонску повељу.